# 火爆行動
《火爆行動》（英語：Avenging Trio）是一部1989年由張轉男（元秋）執導的香港電影，敍述有關以往所提及黑社會、經濟犯罪而製，由劉家輝、梁家仁、周美鳳、周秀蘭、連偉健、劉少君、李麗麗、曾偉權、曹達華等主演。

## 劇情
該片敍述在1971年， 張三（蕭山仁飾）、李四（張南雁飾）和 王五（陳植槐飾） 為難兄難弟，失業和老婆懷孕，為了生計迫去打劫沙塵超（曹達華飾）錢財，得手後各人分予妻子，之後逃亡，並叮囑將來孩子出世，必須結拜兄弟姊妹附以信物。沙塵超大怒後，被手下向張三、李四和王五嚴刑迫供和殺害。18年後，沙塵超家族非法勾當逐漸擴大，引起警方注意一舉一動，同行互相猜疑而進行仇殺，張（劉少君飾）、李（連偉健飾）、王（周秀蘭飾）三人憑信物相認，聯手對付沙塵超家族惡棍，最後一發不可收拾，而張、李和葉看（梁家仁飾）也難逃法網。

## 主要演員
| 角色            | 演員                        |
| 警員            | 劉家輝                      |
| 葉看            | 梁家仁 （粵語配音：周永光） |
| 方可兒          | 周美鳳                      |
| 王素貞 （女警） | 周秀蘭                      |
| 李家誠          | 連偉健                      |
| 張人龍          | 劉少君                      |
| 女警長          | 李麗麗                      |
| 沙田友          | 曾偉權 （粵語配音：陳欣）   |
| 沙塵超          | 曹達華 （粵語配音：源家祥） |
| 張三            | 蕭山仁                      |
| 李四            | 張南雁                      |
| 王五            | 陳植槐                      |
| 張三妻子        | 苑瓊丹                      |
| 李四妻子        | 邵音音                      |
| 王五妻子        | 關雪麗                      |
|                 | 于楓                        |
| 沙田友手下      | 周華宇                      |
| 沙田友手下      | 李顯明                      |
|                 | 余文炳                      |
|                 | 洪志成                      |
|                 | 林富偉                      |
|                 | 馮偉倫                      |
|                 | 梁教授                      |
|                 | 尹相林                      |
|                 | 黃偉方                      |
|                 | 雷德偉                      |

## 製作和拍攝
該片由嘉氏影業（香港）公司拍攝，於1989年2月至3月初進行拍攝，而拍攝地點則全部在香港拍攝，地點包括半島中心商場、高街、西貢滘西灣魚排等。

## 外部連結
- 互联网电影数据库（IMDb）上《火爆行動》的资料（英文）